# Коріо
Коріо (італ. Corio, п'єм. Cheuri) — муніципалітет в Італії, у регіоні П'ємонт, метрополійне місто Турин.
Коріо розташоване на відстані близько 560 км на північний захід від Рима, 31 км на північний захід від Турина.
Населення — 3272 особи (2014).
Щорічний фестиваль відбувається останньої неділі липня. Покровитель — Sant'Anna.

## Демографія
Населення за роками:

Станом на 1 січня 2023 року в муніципалітеті офіційно проживало 160 іноземців з 26 країн, серед них 101 громадянин країн Євросоюзу та 3 громадяни України.

## Сусідні муніципалітети
- Баланджеро
- Коассоло-Торинезе
- Форно-Канавезе
- Гроссо
- Локана
- Маті
- Ноле
- Пратільйоне
- Рокка-Канавезе
- Спароне